# Phoma jolyana
Phoma jolyana är en lavart. Phoma jolyana ingår i släktet Phoma, ordningen Pleosporales, klassen Dothideomycetes, divisionen sporsäcksvampar och riket svampar.

## Underarter
Arten delas in i följande underarter:
- sahariensis
- circinata
- jolyana